# Кобенцль (род)
Кобенцль (нем. Cobenzl) — австрийский дворянский род.
Представитель этого рода Людвиг граф фон Кобенцль (1753—1809) — австрийский дипломат и государственный деятель.
Его двоюродный брат, Иоанн Филипп, граф фон Кобенцль, последний в роду (1741—1810), в 1777 году сопровождал императора Иосифа II во Францию; был уполномоченным во время мирных переговоров в Тешене; затем занял место вице-канцлера и оставался на этом посту до смерти Кауница. После люневильского мира Кобенцль был отправлен чрезвычайным послом в Париж.
- Кобенцль, Иоганн (Johann Cobenzl von Prossegk, в русских актах Ян; ?—1598) — комтур Немецкого ордена, в 1575 г. вместе с Бухау и в качестве его помощника послан был императором Максимилианом II в Москву к Иоанну Васильевичу.